# 前畑安宏
前畑 安宏（まえはた やすひろ、1934年8月1日 - ）は、日本の文部官僚。元文部省体育局長、高等教育局長、生涯教育局長。放送大学学園法の法案作成に携わった。長崎県出身。

## 経歴
1934年長崎県生まれ。長崎県立長崎東高等学校を経て、1960年九州大学法学部を卒業後、文部省に入省。入省同期に坂元弘直（元文部事務次官）、内田弘保（元文化庁長官）らがいる。大学局高等教育計画課企画官時代の1978年には放送大学学園法の法案作成チームリーダーを務めた。その後文化庁文化部長などを経て、文部省官房審議官、体育局長、高等教育局長、生涯教育局長を歴任し、1993年に退官。退職後は放送大学学園監事、日本一輪車協会会長などを務めた。2005年に瑞宝中綬章受章。

## 略歴
- 1934年8月 - 長崎県生まれ
- 1960年3月 - 九州大学法学部卒業
- 1960年4月 - 文部省入省
- 1987年9月 - 文部省大臣官房審議官（高等教育局担当）
- 1989年4月 - 文部省体育局長
- 1990年7月 - 文部省高等教育局長
- 1992年7月 - 文部省生涯教育局長
- 1993年6月 - 退官

## 人物
- 放送大学学園法法案作成チームの一員であった寺脇研は、前畑が文部省の「鬼軍曹」と称されていたと記している[3][5]。

## 発言
- 長崎大学の1992年度概算要求が西岡武夫衆議院議員（長崎1区選出）の文部省に対する圧力によって削られたとして、土山秀夫長崎大学学長が文部省を批判。これに対して前畑は、土山学長の発言は文部省に対する中傷であると非難したうえで「もともと長崎大学はたいした大学ではない」などと発言し、大学関係者を中心に波紋を呼んだ[6]。のちに、長崎大学が全国に98ある国立大学の一つに過ぎないという趣旨であったと釈明し、不穏当であったとして発言を取り消した[6]。